# Stadion Stará střelnice
Stadion Stará střelnice – nieistniejący stadion piłkarski w Ostrawie, w Czechach, otwarty 19 sierpnia 1934. Domowy obiekt Baníka Ostrawa, który użytkował go do końca lat 50. XX wieku. Trybuny stadionu mogły pomieścić 33 000 widzów.
Nietypowym elementem obiektu była przebiegająca nad nim kolejka linowa służąca do transportu węgla z kopalni „Terezie” do koksowni „Karolina”.

## Historia
Założony w 1922 r. Baník Ostrawa (wówczas pod nazwą SK Slezská Ostrawa) początkowo nie posiadał własnego obiektu. W 1925 r. klub wynajął teren pod własne boisko (tzw. „hřiště na Kamenci”), na którego miejscu obecnie znajduje się szkoła podstawowa „Bohumínská”. Z czasem boisko to stało się niewystarczające dla potrzeb zespołu, więc podjęto się budowy nowego obiektu. Nowy stadion powstał w parku, na tzw. „Staré střelnici”. Wynajem tego terenu, o który starał się również niemiecki Turnverein, wynegocjował u hrabiego Wilczka ówczesny prezes klubu, Rudolf Válek.
Pierwszy mecz na nowej arenie piłkarze SK Slezská Ostrawa rozegrali 12 sierpnia 1934 przeciwko DSV Troppau (2:2), jednak oficjalne otwarcie stadionu nastąpiło 19 sierpnia 1934 w „meczu o złoty puchar” z DSK Unie Moravská Ostrawa (5:0). Pod koniec 1934 r. boisko zostało ogrodzone i powstała długa na 25 m trybuna. Przeprowadzono także próby z instalacją sztucznego oświetlenia.
Trzy lata później SK Slezská Ostrawa po raz pierwszy awansowała do czechosłowackiej I ligi. Ogółem, w okresie gry na tym stadionie drużyna z Ostrawy występowała w I lidze w latach 1937–1940, 1943–1949 i od 1951 r. do opuszczenia stadionu w 1958 r.; w 1954 r. zdobyła wicemistrzostwo kraju.
Stadion z czasem stał się niewystarczający dla potrzeb Baníka i w latach 50. XX wieku wybudowano nowy obiekt, stadion Bazaly, otwarty 19 kwietnia 1959. Stary stadion służył na potrzeby klubu do początku lat 60. XX wieku, później został zlikwidowany. Obecnie w północnej części terenu po dawnym stadionie stoi magazyn firmy informatycznej AT Computers (pierwotnie hala powstawała jako hipermarket, mający być pierwszym w Śląskiej Ostrawie, jednak plan ten nie został zrealizowany po upadku inwestującego w obiekt przedsiębiorstwa).